# پژو ریفتر
پژو ریفتر (به انگلیسی: Peugeot Rifter) یکی از خودروهای تولیدی پژو است که از سال ۲۰۱۸ عرضه می‌شود. این خودرو دارای پلت فرم EMP2 پی‌اس‌ای می‌باشد و از نظر ساختاری با سیتروئن برلینگو نسل سوم و اوپل کومبو دی یکسان می‌باشد.
قیمت این خودرو در کشور انگلستان از ۱۹۶۵۰ پوند شروع می‌شود و در سه مدل مختلف با نامهای اکتیو، Allure و جی‌تی لاین عرضه می‌شود. این خودرو در حالت پیش فرض ۵ صندلی و در نسخه بلندترش هفت صندلی دارد. ظرفیت صندوق عقب در مدل ۵ سرنشینه ۷۷۵ لیتر است، اما در مدل ۷ سرنشینه در حالتی که صندلی‌های عقب باشند فضای باری حدود ۴۰۰۰ لیتر خواهد داشت.
این خودرو برای بار نخست در نمایشگاه خودروی ژنو در سال ۲۰۱۸ رونمایی شد.